# European Institute of Japanese Studies

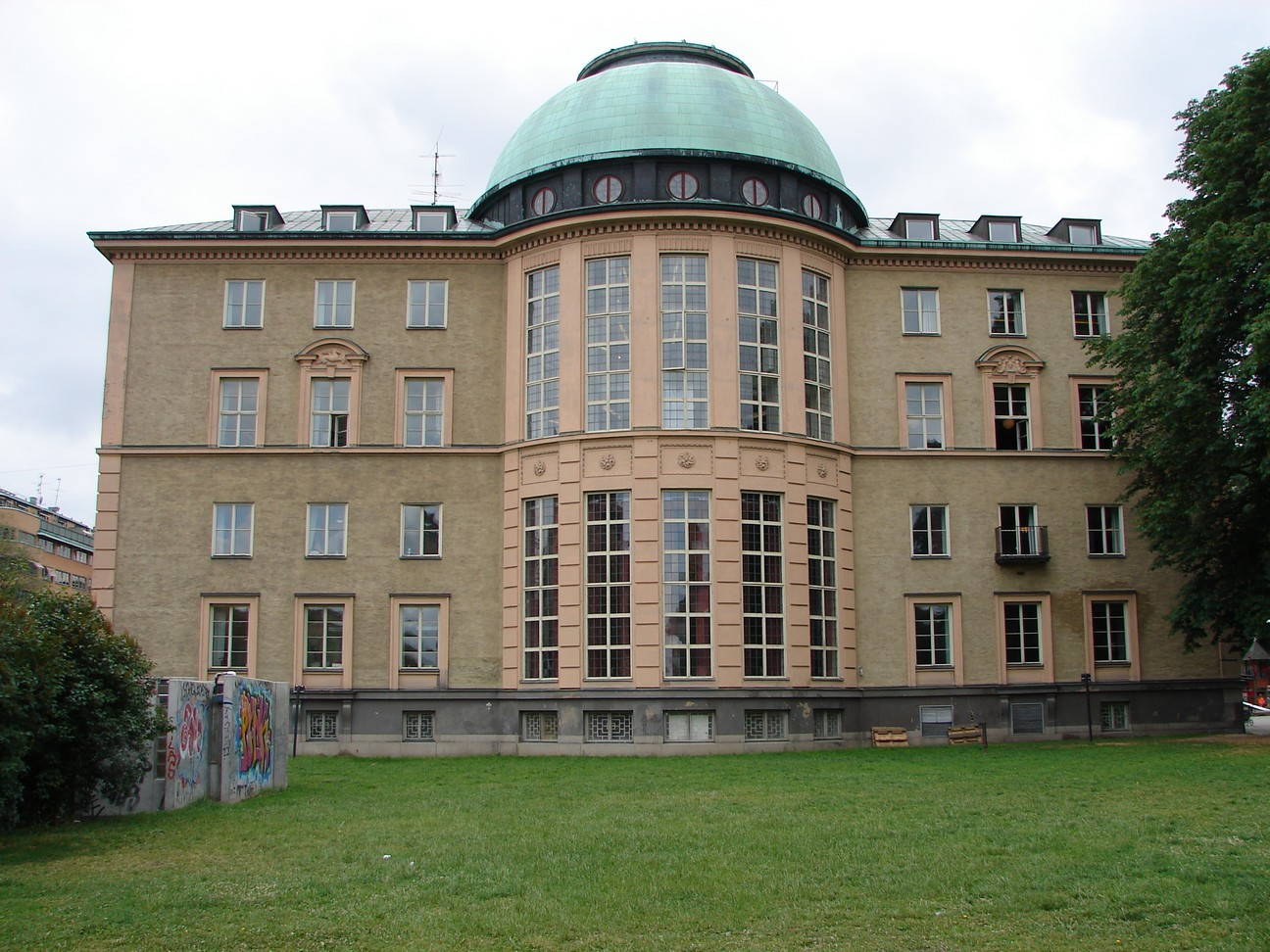
The European Institute of Japanese Studies är Europas äldsta forskningsinstitut med inriktning mot Japans ekonomi och affärsliv. Det ligger i Handelshögskolan i Stockholms huvudbyggnad på Sveavägen 65 i Stockholm.

The European Institute of Japanese Studies (EIJS) (japanska, kanji: 欧州日本研究所, japanska, romaji: Ōshū Nihon kenkyūjo, svenska: Det europeiska institutet för Japanstudier, ofta benämnt "Japaninstitutet") är ett forskningsinstitut i Stockholm, grundat 1992. Det är Europas äldsta forskningsinstitut med inriktning mot Japans ekonomi och affärsliv.

## Historia

### Grundande

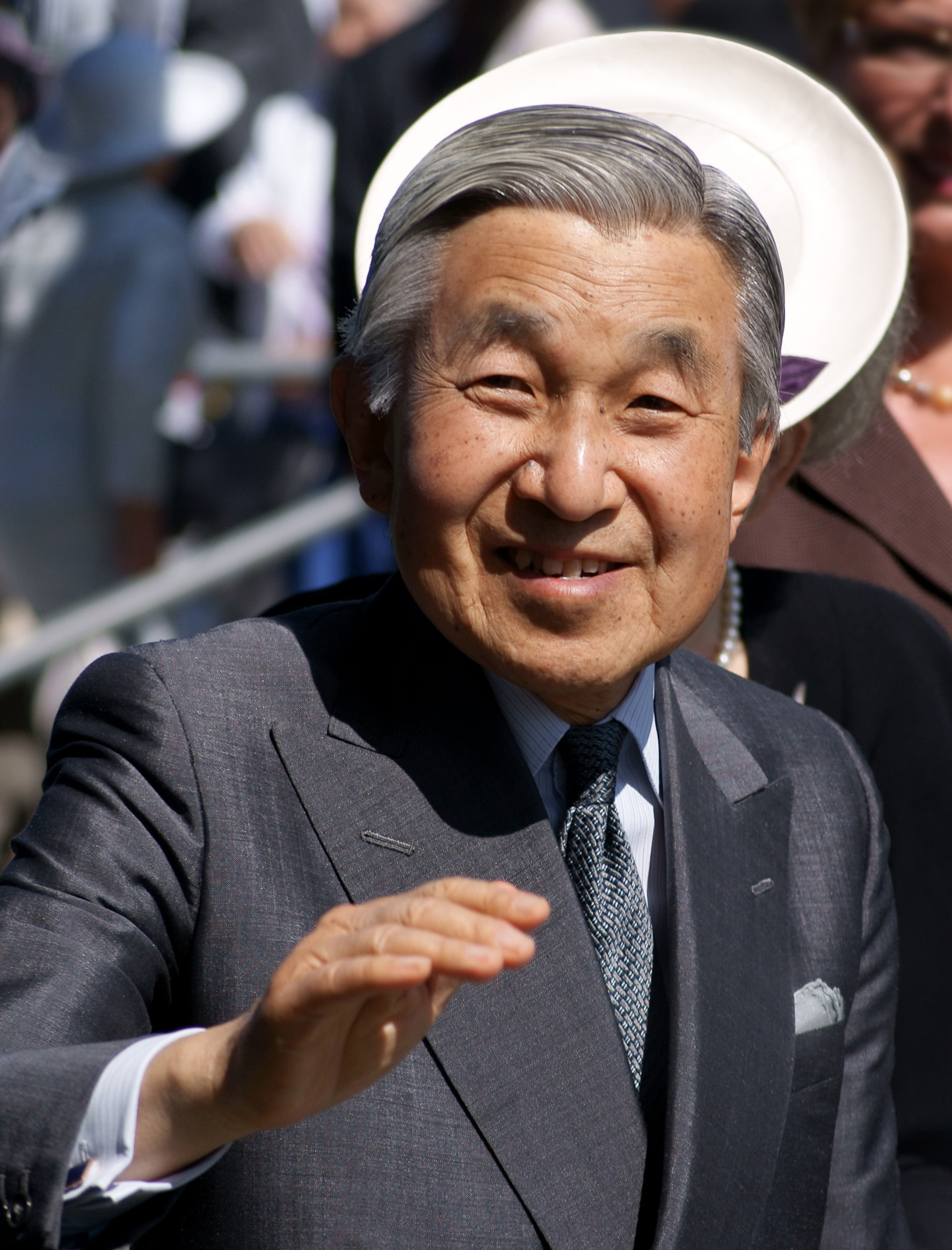
Kejsar Akihito av Japan besökte The European Institute of Japanese Studies vid det första japanska statsbesöket någonsin i Sverige år 2000.

The European Institute of Japanese Studies grundades i Stockholm i september 1992 genom en donation av medel från svenska och japanska företag och den svenska regeringen. Vid öppningsceremonin hölls tal av Handelshögskolan i Stockholms rektor Staffan Burenstam Linder, prins Bertil, Sveriges statsminister Carl Bildt och Japans ambassadör i Sverige Nauhiro Kumagai.
Institutet var det första forskningsinstitutet i Europa med inriktning mot Japans ekonomi och affärsliv. Institutets första direktör var den fransk-amerikanske ekonomen Jean-Pierre Lehmann.

### Det japanska statsbesöket i Sverige
Den 30 maj 2000 besökte Japans kejsare Akihito och kejsarinnan Michiko, tillsammans med kung Carl XVI Gustaf och drottning Silvia, the European Institute of Japanese Studies under det första japanska statsbesöket i Sverige någonsin. Japans kejsare höll tal vid Handelshögskolan i Stockholm.

### Arrangerandet av kurser i marknadsekonomi för Nordkoreas ledare
Magnus Blomström, dåvarande direktör för EIJS, fick tillsammans med USA:s utrikesminister Madeleine Albright träffa Kim Jong Il i Pyongyang, i samband med Albrights besök i Nordkorea 2000. Vid mötet framhöll den nordkoreanska sidan att de ville lära sig mer om marknadsekonomi.
EIJS arrangerade, under ledning av Blomström och Ari Kokko, en grundläggande kurs i marknadsekonomi för de nordkoreanska ledarna, i Vietnam. Kursen började den 18 augusti 2003 i Hanoi och avslutades i Ho Chi Minh-staden och varvade teori med praktik. Blomström summerade: "Det är helt från början. De vet inte ens vad ett pris är."

## Verksamhet
Institutet bedriver forskning om Japan, dess ekonomi, affärsliv och politik. Dess fem huvudsakliga verksamhetsområden är forskning, utbildning, information, seminarier öppna för allmänheten och corporate relations.  EIJS arrangerar konferenser, workshops och seminarier, sprider forskningsresultat, och deltar i den offentliga politiska debatten.
Institutet samarbetar med Utrikespolitiska institutet i Stockholm och Institutionen för orientaliska språk vid Stockholms universitet och arrangerar tillsammans med dessa, de sedan 2009 årligen återkommande seminarierna Stockholm Seminar on Japan.

## Ledning

### Direktörer
Jean-Pierre Lehmann var direktör för the European Institute of Japanese Studies från 1992 till 1996. Han var även professor i Japans politiska ekonomi och affärsliv vid Handelshögskolan i Stockholm 1993–1996.
EIJS:s nuvarande direktör är Marie Söderberg. Söderberg uttalar sig ofta i media om Japans ekonomiska och politiska utveckling och institutets forskning.

## EIJS avdelning i Tokyo
EIJS avdelning i Tokyo invigdes 1997. Avdelningen stöds av Sveriges ambassad i Tokyo, Svenska handelskammaren i Japan (Swedish Chamber of Commerce and Industries in Japan, SCCJ), europeiska företag i Tokyo och japanska företag. Avdelningen låg tidigare i byggnaden Marubiru Conference Square i stadsdelen Marunouchi, Chiyoda-ku, i Tokyo.

## Cikada-priset
Cikada-priset är ett litteraturpris som instiftades 2004 på initiativ av ambassadör Lars Vargö med anledning av 100-årsfirandet av författaren och nobelpristagaren Harry Martinsons födelse. Priset tilldelas årligen en japansk, kinsesisk eller koreansk diktare som ”i sin diktning värnar om livets okränkbarhet”. Det består av 20 000 kronor och ett konstverk av keramikern Gunilla Sundström. Det delas ut genom ett samarbete mellan The European Institute of Japanese Studies, spahotellet Yasuragi Hasseludden, Judiska teatern, konsultföretaget Östasieninstitutet och hantverksgruppen Nyteboden i Martinsons födelseby Nytoboda.
Inspiration till prisets namn har kommit från Martinsons diktsamling Cikada (1953). Där ingick Aniarasångerna. Atombomberna över Japan, följda av världens första vätebomb just år 1953, blev betydelsefulla för dessas tillkomst. Priset riktar sig till japanska, kinesiska och koreanska diktare med anledning av Harry Martinsons stora intresse för denna del av världen och för att uppmärksamma den rika poesitradition som finns där.